# Почтовые марки Венгерской советской республики
Почтовые марки Венгерской советской республики, провозглашенной 21 марта 1919 года и просуществовавшей до августа 1919 года, включают памятную серию из пяти миниатюр оригинального рисунка, выпущенную 14 июня 1919 года почтовым ведомством Венгерской советской республики, а также стандартные марки, бывшие в обращении с 21 июля до 30 ноября 1919 года.

## История и описание
Вскоре после провозглашения Венгерской советской республики, по инициативе Бела Куна, было решено выпустить серию почтовых марок. В одном из номеров «Красной газеты» («Vörös Újság») появилось сообщение о конкурсе на лучший проект «коммунистических марок», объявленным Почтовым управлением совместно с секцией графиков профсоюза работников искусств.
Всего на конкурс были представлены 64 работы. Один из проектов предполагал включение в серию марок с портретами В. И. Ленина, К. Либкнехта и Р. Люксембург, однако он не был утверждён. Первую премию за эскизы марок с портретами Карла Маркса и Фридриха Энгельса жюри присудило Ференцу Бокрошу. Заказ на окончательное изготовление марочных эскизов серии получил график Арнольд Гора, выполнивший портреты Шандора Петёфи, Игнаца Мартиновича и Дьёрдя Дожа. Рамки для марок, намеченных к изданию, нарисовали Ференц Бокрош и Иожеф Гроф. Гравюры изготовил Хенрик Кирхнер.
2 июня 1919 года государственная типография получила заказ на печатание марок. С 6 по 11 июня 1919 года часть тиража печаталась в типографии высшей школы прикладного искусства. Марки достоинством в 20, 45, 60, 75 и 80 филлеров (Mi #252—260; Sc #187—197) отпечатаны литографским способом на тонкой белой бумаге с водяными знаками, изображающими двойной апостольский крест на тройном холме. На марке номиналом 20 филлеров — портрет Карла Маркса в овале, на марке номиналом 45 филлеров изображён венгерский поэт Шандор Петёфи, на почтовой миниатюре в 60 филлеров — портрет одного из руководителей венгерского республиканского движения 1794 года Игнаца Мартиновича, на марке достоинством 75 филлеров — руководитель крестьянского восстания 1514 года Дьёрдь Дожа, Фридрих Энгельс изображён на марке достоинством 80 филлеров. Вначале было выпущено по 4 тысячи листов марок достоинством 20 и 45 филлеров и по 2 тысячи номиналами 60, 75 и 80 филлеров. Марки поступили в обращение 14 июня 1919 года к открытию Всевенгерского съезда Советов. К серии была выпущена сувенирная карточка, на которую наклеивались марки. Известны карточки с марками, погашенные 14 июня, и с автографами членов правительства.
21 июля 1919 года были произведены две эмиссии стандартных марок Венгерской советской республики (Mi #266—276, 277—285; Sc #203—213, 214—222), путём наложения надпечаток нового названия государства (венг. «Magyarországi Tanácsköztársaság» — «Венгерская советская республика») на стандартных марках Венгерской республики 1919 года «Жнецы» (Mi #242—251; Sc #174—186) и «Парламент» (Mi #261X—265X; Sc #198—202). Все марки Венгерской советской республики были в обращении до 30 ноября 1919 года.
| Надпечатки на марках Венгерской республики (1919) | Надпечатки на марках Венгерской республики (1919) |                                                                                             |
| ------------------------------------------------- | ------------------------------------------------- | ------------------------------------------------------------------------------------------- |
|                                                   |                                                   |                                                                                             |
| Из серии «Жнецы»                                  | Из серии «Парламент»                              | 1920: доплатная марка с надпечаткой, закрывающей название «Magyarországi Tanácsköztársaság» |

После занятия Будапешта войсками адмирала Хорти, марки Венгерской советской республики в январе 1920 года были снабжены новой надпечаткой — связка колосьев и дата «1919» — закрывающей предыдущую.